# Moscow Bears
I Moscow Bears ((RU)  Медведи) sono stati una squadra di football americano di Mosca, in Russia; fondati nel 1989, hanno vinto 1 campionato sovietico e 2 campionati russi.
Il nome originale russo "Медведи" è stato successivamente utilizzato dai Moscow Bruins, i quali però non reclamano alcuna continuità storica.

## Dettaglio stagioni

### Amichevoli
| Stagione | Vin | Par | Per | Tot | PF   | PS  | avversaria       |
| -------- | --- | --- | --- | --- | ---- | --- | ---------------- |
| 1989     | 1   | 0   | 0   | 1   | 26   | 0   | Kharkiv Atlantes |
| 1990     | ?   | ?   | ?   | 1   | ?    | ?   | Ours de Toulouse |
| Totale   | 1+? | 0+? | 0+? | 2   | 26+? | 0+? |                  |

## Palmarès
- 1 Campionato sovietico (1991)
- 2 Campionati russi (1992, 1993)